# Kanton Combles
Der Kanton Combles war bis 2015 ein französischer Wahlkreis im Arrondissement Péronne, im Département Somme und in der Region Picardie; sein Hauptort war Combles. Vertreter im Generalrat des Départements war zuletzt von 1998 bis 2015 Dominique Camus (NC).
Der Kanton Combles war 126,16 km² groß und hatte (2006) 4121 Einwohner, was eine Bevölkerungsdichte von 33 Einwohnern pro km² entsprach.
Der niedrigste Punkt des Kantons la bei 42 m in Curlu, der höchste bei 157 m in Ginchy; die mittlere Höhe beträgt 104 m.

## Gemeinden
Der Kanton bestand aus 19 Gemeinden:
| Gemeinde              | Einwohner Jahr | Fläche km² | Bevölkerungsdichte | Code INSEE | Postleitzahl |
| --------------------- | -------------- | ---------- | ------------------ | ---------- | ------------ |
| Carnoy                | 106 (2013)     | –          | – Einw./km²        | 80175      | 80300        |
| Combles               | 802 (2013)     | –          | – Einw./km²        | 80204      | 80360        |
| Curlu                 | 140 (2013)     | –          | – Einw./km²        | 80231      | 80360        |
| Équancourt            | 300 (2013)     | –          | – Einw./km²        | 80275      | 80360        |
| Étricourt-Manancourt  | 524 (2013)     | –          | – Einw./km²        | 80298      | 80360        |
| Flers                 | 177 (2013)     | –          | – Einw./km²        | 80314      | 80360        |
| Ginchy                | 67 (2013)      | –          | – Einw./km²        | 80378      | 80360        |
| Gueudecourt           | 99 (2013)      | –          | – Einw./km²        | 80397      | 80360        |
| Guillemont            | 140 (2013)     | –          | – Einw./km²        | 80401      | 80360        |
| Hardecourt-aux-Bois   | 76 (2013)      | –          | – Einw./km²        | 80418      | 80360        |
| Hem-Monacu            | 128 (2013)     | –          | – Einw./km²        | 80428      | 80360        |
| Lesbœufs              | 157 (2013)     | –          | – Einw./km²        | 80472      | 80360        |
| Longueval             | 285 (2013)     | –          | – Einw./km²        | 80490      | 80360        |
| Maricourt             | 172 (2013)     | –          | – Einw./km²        | 80513      | 80360        |
| Maurepas              | 197 (2013)     | –          | – Einw./km²        | 80521      | 80360        |
| Mesnil-en-Arrouaise   | 147 (2013)     | –          | – Einw./km²        | 80538      | 80360        |
| Montauban-de-Picardie | 244 (2013)     | –          | – Einw./km²        | 80560      | 80300        |
| Rancourt              | 199 (2013)     | –          | – Einw./km²        | 80664      | 80360        |
| Sailly-Saillisel      | 477 (2013)     | –          | – Einw./km²        | 80695      | 80360        |